# 山崎博敏
山﨑 博敏（やまさき ひろとし、1953年 - ）は、日本の教育社会学者、広島大学教授。

## 来歴
熊本県・天草市生まれ。1977年広島大学教育学部教育学科卒業。1979年同大学院教育学研究科教育学専攻修士課程修了。1993年「日本の大学における研究活動に関する社会学的研究 分業を中心にして」で広大教育学博士。1979年広島大学大学教育センター助手、1986年同教育学部講師、1990年助教授、2000年教授、2001年教育学研究科教授。

## 著書
- 『大学の学問研究の社会学 日本の大学間および大学内の分業を中心に』東洋館出版社 1995
- 『教員採用の過去と未来』玉川大学出版部 1998

### 共編著
- 『学力を高める「朝の読書」 一日10分が奇跡を起こす-検証された学習効果』編著 メディアパル 2008
- 『教育社会学概論』有本章,山野井敦徳共編著 ミネルヴァ書房 2010
- 『沖縄の学力追跡分析 学力向上の要因と指導法』西本裕輝,廣瀬等共編著 協同出版 2014
- 『学級規模と指導方法の社会学 実態と教育効果』編著 東信堂 2014
- 『教師教育講座 第4巻 教育の制度と社会』編著 協同出版 2014